# 犬山藩
犬山藩（日语：／ Inuyama han */?）是位於日本尾張國的一個藩。藩廳位於犬山城（岐阜縣犬山市）。但是此藩在1868年被明治政府才被承認藩制。因為江戶時代並沒出現犬山藩主。

## 歷史
犬山城是用來輔助清州藩，最初的小笠原吉次是松平忠吉的家老。1607年吉次改封到下總國佐倉藩。後來家康九男義直成為尾張藩的藩主。而平岩親吉則以11萬3000石入封（另說9萬3千）。1611年因無子繼續被除封。
1617年義直的附家老成瀨正成成為3萬石的當主，成瀨氏成為了犬山城的統治者。1868年江戶幕府瓦解，犬山藩從尾張藩獨立。1869年成瀨正肥獲封為藩知事。1871年廢藩置縣後成為犬山縣，後來與名古屋縣合併，最後改名為愛知縣。

## 歷代當主

### 小笠原家
1. 小笠原吉次

### 平岩）家
（譜代）11万3000石
1. 平岩親吉

### 成瀨家
（譜代）3万石→3万5000石
1. 成瀨正成
2. 成瀨正虎
3. 成瀨正親
4. 成瀨正幸
5. 成瀨正泰
6. 成瀨正典
7. 成瀨正壽
8. 成瀨正住
9. 成瀨正肥